# Tjuvar och älskare (film, 1957)
Tjuvar och älskare (franska: Assassins et Voleurs) är en fransk komedifilm från 1957 i regi av Sacha Guitry.

## Rollista i urval
- Michel Serrault - Albert Lecagneux
- Jean Poiret - Philippe Dartois
- Magali Noël - Madeleine Ferrand
- Darry Cowl - Jules Henri Lardenois
- Clément Duhour - Jean Ferrand
- Lucien Baroux - överläkaren
- Pierre Larquey - livräddaren
- Marcel Vallée - anikvitetshandlaren
- Jacques Varennes - ordföranden